# Tequila Connection
Tequila Connection (Tequila Sunrise) è un film del 1988 diretto da Robert Towne e interpretato da Mel Gibson, Michelle Pfeiffer e Kurt Russell

## Trama
Dale e Nick sono amici d'infanzia ma ora si trovano su fronti opposti, il primo è un narcotrafficante che vuole portare a termine lo smercio di un'ultima grossa partita di cocaina dal Messico a Los Angeles e con i proventi ritirarsi per crescere serenamente il figlioletto, il secondo è un detective della narcotici che, nonostante la profonda amicizia, vuole impedirglielo. Nella vicenda si inserisce la bellissima proprietaria di un ristorante, implicata nel traffico come intermediaria, che instaurerà un triangolo amoroso con i due.